# Georgicus sanguinipennis
Georgicus sanguinipennis is een keversoort uit de familie kniptorren (Elateridae). De wetenschappelijke naam van de soort is voor het eerst geldig gepubliceerd in 1848 door Gistel.